# Mar di Bohol

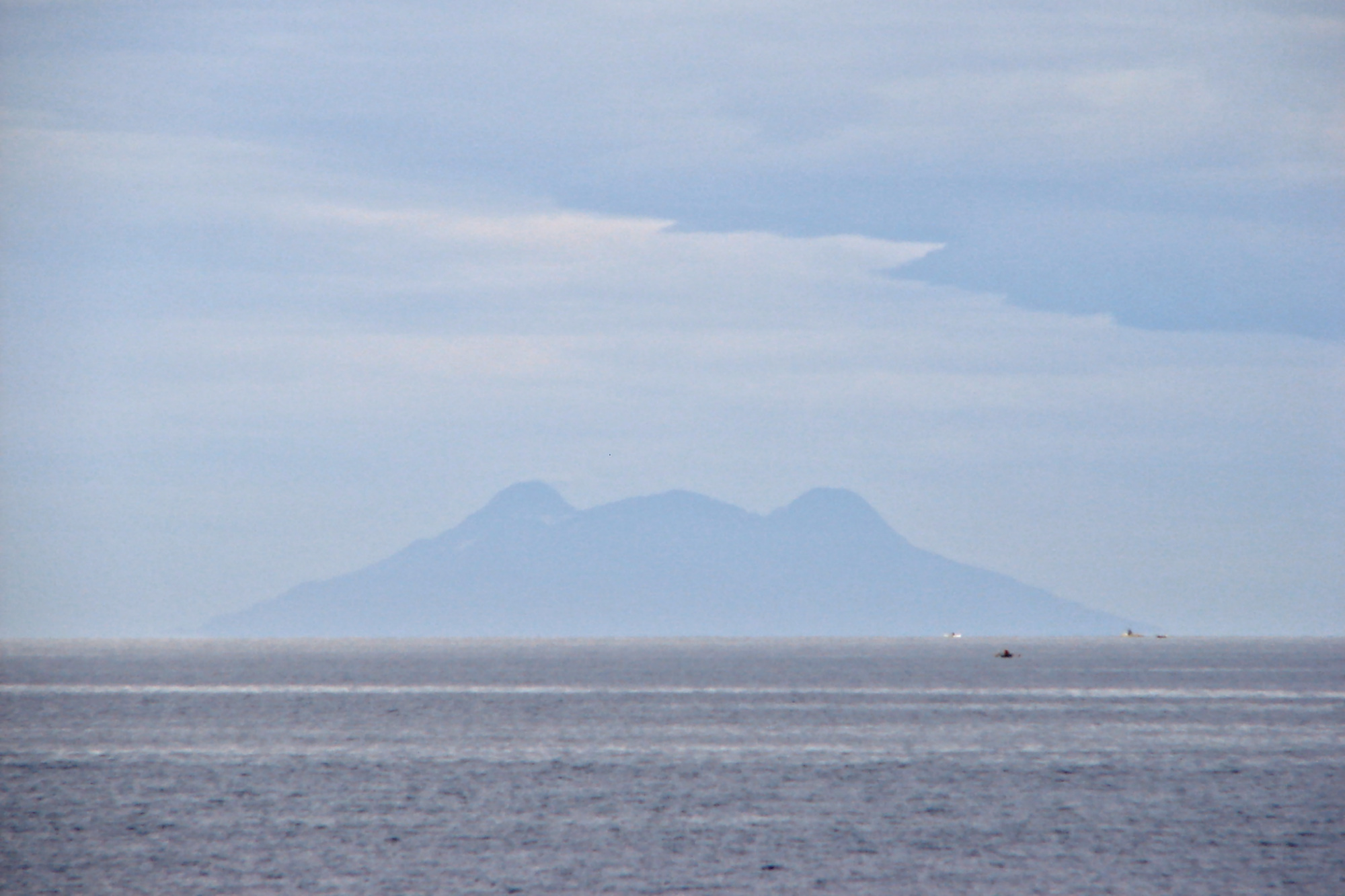
L'isola di Camiguin circondata dal Mar di Bohol

Il mar di Bohol o Mare di Mindanao è un mare interno del mar delle Filippine nell'oceano Pacifico Occidentale amministrativamente parte delle Filippine. Fa parte del Mediterraneo Australasiatico.

## Descrizione
Il mare bagna alcune delle regioni delle Filippine come quella del Visayas Centrale e Visayas Orientale parte della penisola di Zamboanga e, a oriente, la regione del Mindanao Musulmano e a sud il Mindanao Settentrionale. 
Tra le città principali situate sulle coste che si affacciano sul mar di Bohol ci sono Iligan, Butuan e Cagayan de Oro.
Il mar di Bohol si collega al mar delle Filippine con due stretti e piccoli mari quello di Surigao e il mar di Camotes. Molte sono le isole che sono presenti nel mare: le due principali sono Siquijor e Provincia di Camiguin.